# Blue Labour
Blue Labour is een richting binnen de Britse Labour Party. Aanhangers van Blue Labour geloven dat de werkende klasse alleen voor de Labour Party kan worden gewonnen als de partij sociaal conservatieve ideeën omarmt op het gebied van immigratie, moraal, aanpak van criminaliteit en soms op buitenlands beleid. Volgens Blue Labour zijn de meeste Britse arbeiders niet progressief in hun opvattingen en daardoor heeft de Labour Party zich te veel verwijderd van de belevingswereld van de arbeiders. Blue Labour-aanhangers keren zich buitengewoon fel tegen het neoliberalisme en betonen zich voorstander van het corporatisme ("Gildesocialisme") en decentralisme. De welvaartsstaat wordt gedeeltelijk gezien als achterhaald en te bureaucratisch. Voormalig Labour-leider Ed Miliband sympathiseerde openlijk met veel ideeën van Blue Labour. Maurice Glasman, die aan de wieg staat van Blue Labour, was campagneleider van de Miliband.
Critici van Blue Labour vinden de beweging veel te rechts. Aanhangers van Blue Labour vinden de huidige Labour-leiding veel te neoliberaal.
Er bestaan veel raakpunten tussen Blue Labour en de Red Tories binnen de Conservative Party. Sommige aanhangers van Blue Labour bepleiten zelfs samenwerking met de Red Tories. Glasman werkt nauw samen met de voornaamste leider van de Red Tories, Philip Blond. 
De kleur blauw in de naam Blue Labour duidt in dit geval niet op het conservatisme (blauw is de internationale kleur van het conservatisme), maar op de identiteit van het werkmanssocialisme. De Engelse termen "blue-collar worker" versus "white-collar worker" worden in het Nederlands gewoonlijk vertaald met "blauwe boorden" versus "witte boorden".